# Pokuszenie (film 1995)
Pokuszenie – polski film obyczajowy z 1995 roku w reżyserii Barbary Sass.

## Obsada aktorska
- Magdalena Cielecka − siostra Anna
- Olgierd Łukaszewicz − ksiądz
- Krzysztof Pieczyński − oficer SB
- Maria Ciunelis − gospodyni
- Mirosława Marcheluk − przeorysza
- Jowita Miondlikowska − postulantka
- Ewa Błaszczyk − strażniczka
- Magdalena Stużyńska-Brauer − zakonnica
- Edward Żentara − proboszcz
- Agnieszka Kotlarska

## Opis fabuły
Rok 1953. Młoda zakonnica Anna zostaje przywieziona do miejsca internowania jednego z księży, gdzie ma mu posługiwać. Anna przeżywa szok, gdy rozpoznaje w księdzu człowieka, którego kiedyś obdarzyła prawdziwym i szczerym uczuciem. Od tej pory obydwoje muszą walczyć z budzącym się znów uczuciem. Siostra nie wie, że służba bezpieczeństwa precyzyjnie zaplanowała intrygę. Zakonnicy ma przypaść rola donosicielki, jej zadaniem jest skompromitowanie księdza. Młoda Anna czuje się zupełnie samotna między dwiema potęgami – ustrojem komunistycznym i Kościołem.